# Mélida Anaya Montes
Mélida Anaya Montes (Santiago Texacuangos, 17 mai 1929 - Managua, 6 avril 1983), aussi connue comme la Comandante Ana María, fut une éducatrice et guérillera salvadorienne, cofondatrice de l'organisation de guérilla « Forces populaires de libération » (FPL).

## Biographie
Elle est née dans la petite ville de Santiago Texacuangos, dans la banlieue de San Salvador. 

### Éducatrice
Elle suit des études d'enseignement dans l'École Normale Féminine de San Salvador et reçoit un doctorat en éducation de l'Université du Salvador. Elle donne des cours dans diverses écoles et devient sous-directrice de l'École normale supérieureAlberto Masferrer.

### Dirigeante
À la fin des années soixante, elle devient l'une des principales dirigeante de l'Association Nationale d'Éducateurs Salvadoriens (Andes 21 Juin), dont elle fut secrétaire générale en 1968. Avec d'autres dirigeants, elle mène les grèves des professeurs de primaire et de secondaire en 1968 et 1971. Cela créera un grave problème pour le gouvernement du colonel Fidel Sánchez Hernández.

### Fondatrice des FPL

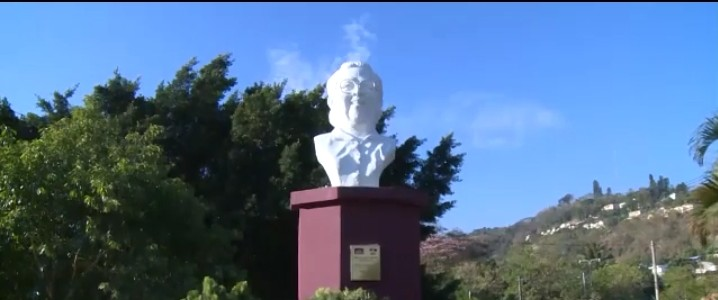
Buste de Mélida Anaya, mieux connue comme la commandante Ana Maria, San Salvador

En 1970, avec Salvador Cayetano Carpio, ex secrétaire général du Parti Communiste Salvadorien, et d'autres dirigeants ouvriers et universitaires, elle fonde la première organisation de guérilla du Salvador: les Forces Populaires de Libération (FPL). 
Elle adopte le pseudonyme de Commandante Ana María, et devient la deuxième dirigeante des FPL. 
Après le triomphe de la Révolution Sandiniste, elle se rend au Nicaragua en 1980 avec les autres membres du Commandement Central des FPL.
En 1983, les débats internes sur l'idéologie des FPL s'intensifient. Elle représente un courant socialiste modérée face aux thèses marxistes-leninistes de l'Alliance Ouvrier-Paysanne et de la stratégie militaire de la Guerre Populaire Prolongée défendues par le Commandant Marcial.

### Assassinat
Le 6 avril 1983, Mélida Anaya Montes est assassinée à lâge de 53 ans dans la ville de Managua, poignardée 86 fois avec un pic à glace.
La CIA est d'abord mise en cause. Mais, quelques jours plus tard, les assassins sont faits prisonniers et ils révèlent que le Commandant Marcial serait l'instigateur du crime. Il se suicide six jours après, le 12 avril 1983.
Bien que les recherches aient démontré que le Commandant Marcial était innocent — le responsable du crime serait Rogelio Bazzaglia (Marcelo), membre des FPL — pour certains, Marcial demeure l'assassin de sa compagne.

## Hommages
Elle fut enterrée sur une place de Managua, qui porta ensuite son nom (Plaza Ana María). Aussitôt après de l'assassinat de la Commandante Ana María, le FMLN annonça la campagne militaire historique « Commandante Mélida Anaya Montes, Nous jurons de vaincre ! ».
Mélida Anaya Montes « Commandante Ana María » est considérée comme une icône parmi les femmes de gauche du Salvador.